# 大口玲子
大口 玲子（おおぐち りょうこ、1969年11月17日 - ）は、日本の歌人。本名、宮下玲子。歌誌「心の花｣所属。宮崎県宮崎市在住。

## 概要
東京都大田区出身。東京都立日比谷高等学校、早稲田大学第一文学部日本文学専修卒業。高校時代から短歌を作り始め、朝日歌壇に投稿。1988年（昭和63年）には高校生歌人として「鳩よ!」で特集を組まれている。大学時代は農業体験や環境教育をするサークル「思惟の森の会」に所属。在学中に「心の花」に入会、佐佐木幸綱に師事。1995年（平成7年）より、国際交流基金派遣日本語教育専門家として中国吉林省にて日本語を教える。1998年（平成10年）、「ナショナリズムの夕立」で第44回角川短歌賞受賞。
生業である日本語教師としての立場から、国家や異文化に目を向けた知的な作風が特徴。俵万智は自身のエッセイにて、第一歌集「海量」を「20代にしては恋の歌が少ない」と評している。第二歌集「東北」以降は結婚によって2000年より移り住んだ東北地方の風土が、第五歌集「桜の木にのぼる人」以降はカトリックへの入信が作風に影響を落とすようになる。
宮城県仙台市に夫と3歳の息子と家族3人で住んでいたが、2011年（平成23年）3月11日に発生した東北地方太平洋沖地震（東日本大震災）による東京電力福島第一原子力発電所事故を受け、同年6月に夫を仙台に残して息子と2人で宮崎県宮崎市に移住した。宮日文芸歌壇選者。カトリック大分教区信徒。

## 受賞歴
- 1998年（平成10年）、作品「ナショナリズムの夕立」50首で第44回角川短歌賞
- 1999年（平成11年）、歌集『海量（ハイリャン）』で第43回現代歌人協会賞
- 2003年（平成15年）、歌集『東北』で第1回前川佐美雄賞
- 2006年（平成18年）、歌集『ひたかみ』で第2回葛原妙子賞
- 2012年（平成24年）、歌集『トリサンナイタ』で第17回若山牧水賞（最年少受賞）
- 2013年（平成25年）、歌集『トリサンナイタ』で芸術選奨新人賞[7]、「さくらあんぱん」28首で第49回短歌研究賞
- 2020年（令和2年）、歌集『ザベリオ』で第12回小野市詩歌文学賞受賞
- 2021年（令和3年）、歌集『自由』で第48回日本歌人クラブ賞受賞[8]

## 著書

### 歌集
- 第一歌集『海量（ハイリャン）』（1998・雁書館）
- 第二歌集『東北』（2002・雁書館）
- 第三歌集『ひたかみ』（2005年・雁書館）
- 『大口玲子歌集 海量/東北』（2003・雁書館）
- 『セレクション歌人　大口玲子集』（2008・邑書林）
- 第四歌集『トリサンナイタ』（2012・角川書店）

新装普及版 （2013・角川学芸出版）
- 第五歌集『桜の木にのぼる人』（2015・短歌研究社）
- 歌文集『神のパズル』（2016・すいれん舎）
- 第六歌集『ザベリオ』（2019・青磁社）
- 第七歌集『自由』（2020・書肆侃侃房）